# Jacquemontia agrestia
Jacquemontia agrestia là một loài thực vật có hoa trong họ Bìm bìm. Loài này được (Mart. ex Choisy) Meisn. mô tả khoa học đầu tiên năm 1869.